# Chanson d’amour (Roman)
Chanson d’amour ist ein Roman der französischen Schriftstellerin Anne Wiazemsky aus dem Jahre 1996. Die Originalausgabe erschien unter dem Titel Hymnes à l’amour bei Gallimard. Die deutschsprachige Übersetzung erschien 1997 bei Ullstein.

## Handlung

### 1. Chanson d’amour
Die Geschichte beginnt mit dem Tod der Mutter von Anne Wiazemsky. Beim Ausräumen der Wohnung der Verstorbenen finden Anne und ihr Bruder zahllose persönliche Gegenstände ihrer Mutter, darunter das handschriftliche Testament ihres Vaters, eine Schallplatte von Edith Piaf und eine Armbanduhr. Gerade das Lied Hymne à l’amour spielt im Leben ihrer Mutter eine größere Rolle.
In Rückblenden wird vom 11. Oktober 1963, dem Tag, an dem Edith Piaf und Jean Cocteau starben, erzählt. Es waren Meldungen, die der Erzählerin sehr nahe gingen. Zu dieser Zeit reift ihr Entschluss, Schauspielerin zu werden.
In weiteren Rückblenden wird die Zeit, in der Anne sieben und acht Jahre alt ist, erzählt. Sie hört ihrer Mutter beim Akkordeonspielen zu. Auch in der Zeit, in der die Familie nach La Capite umzieht, ist der Alltag vom Singen der Chansons geprägt.
Als die Familie ein weiteres Mal, diesmal nach Venezuela, umzieht, ändert sich das Leben ihrer Mutter. Ihr ist der Umgang mit den anderen Diplomatenfamilien unangenehm und sie isoliert sich zusehends. In dieser Zeit bekommt Hymne à l’amour eine traurige Bedeutung für die Mutter.
Am 8. Januar 1964 stirbt schließlich Annes Vater.

### 2. Madeleine
Die Verwandte Madeleine zieht bei Annes Familie ein. Zusammen mit Anne und deren Bruder besucht sie ihren Freund René.  Zusammen mit Madeleine haben die Kinder ein glückliches Leben. Obwohl Madeleine attraktiv ist und zahllose Verehrer hat, möchte sie René heiraten und deshalb folgt sie auch nicht Annes Familie nach La Capite. 
Anne erinnert sich daran, dass sie nach dem Tod ihres Vaters den Kontakt zu Personen aus ihrer Kindheit abgebrochen hat. Ein oder zwei Jahre später starb Madeleine.

### 3. Maud
Anne besucht Maud in Genf. Ihr Vater hat ihr goldene Menschettenknöpfe, eine Reisetasche und die Schallplatte mit dem Lied Hymne à l’amour geschenkt. Sie sehen sich zusammen ein Foto von Annes Vater an, dass ihn im Jahre 1940 in einer Militäruniform zeigt. Er ist damals in deutsche Kriegsgefangenschaft geraten. 
Als Anne Maud auf das Lied Hymne à l’amour anspricht, meint diese, dass Annes Vater dieses Lied geliebt, sie selbst es aber nicht gemacht habe.

## Rezeption
Der Film All die schönen Versprechungen von Jean-Paul Civeyrac aus dem Jahre 2003 basiert auf dem Roman.

### Ausgaben
- Anne Wiazemsky: Chanson d’amour Ullstein 1997. ISBN 3-550-08240-1